# Damalis conica
Damalis conica là một loài ruồi trong họ Asilidae. Damalis conica được Shi miêu tả năm 1995. Loài này phân bố ở vùng Cổ Bắc giới và châu Á.